# بخش د هورلینگام
بخش د هورلینگام (به اسپانیایی: Partido de Hurlingham) یک منطقهٔ مسکونی در آرژانتین است که در استان بوئنوس آیرس واقع شده‌است. بخش د هورلینگام ۳۵٫۴۳ کیلومتر مربع مساحت و ۱۷۶٬۵۰۵ نفر جمعیت دارد.